# ワシリー・カンディンスキー
ワシリー・カンディンスキー（Wassily Kandinsky、Vassily Kandinsky、本名：Wassily Wassilyevich Kandinsky（ロシア語: Васи́лий Васи́льевич Канди́нский）、1866年12月4日（ユリウス暦）/12月16日（グレゴリオ暦） - 1944年12月13日）は、ロシア出身の画家であり、美術理論家であった。一般に、抽象絵画の創始者とされる。ドイツ及びフランスでも活躍し、のちに両国の国籍を取得した。
画家のガブリエレ・ミュンターのパートナーとしても知られている。

## 略歴
彼はモスクワに生まれ子供時代をオデッサで過ごした。1886年から1892年まで、モスクワ大学で法律と政治経済を学ぶ。
1896年、ミュンヘンで絵の勉強を始め、象徴主義の大家フランツ・フォン・シュトゥックに師事する。
1902年、ベルリンの分離派展に出品。
1904年、パリのサロン・ドートンヌにも出品している。
1909年、新ミュンヘン美術家協会会長となるが、1911年にはフランツ・マルクとともに脱退して「青騎士」（デア・ブラウエ・ライター）を結成した。
1910年、最初の抽象画を手掛け、絵画表現の歴史の新たな一歩を記している。代表作の『コンポジション』シリーズはこの最初のドイツ滞在期に制作された。当時の制作姿勢について、カンディンスキーと面会した澤木四方吉は「対象に縛られない、純絵画の本質としての、独立したインテンジイフな生命を齎すような画面を作ろうとするのが自分の願望である」（「カンディンスキイ」『三田文学』、1914年）と述べている。
1918年、革命後、モスクワに戻った。当時のソ連では前衛芸術はウラジーミル・レーニンによって「革命的」として認められており、カンディンスキーは政治委員などを務めた。しかし、ヨシフ・スターリンが台頭するにつれ前衛芸術が軽視されるようになり、スターリンが共産党書記長に就く直前の1921年に再びモスクワを離れてドイツへと向かった。
1922年、バウハウスで教官を務め、1933年にナチス・ドイツによってバウハウス自体が閉鎖されるまで勤務した。
1941年、フランスがナチスによって占領されたのにもかかわらず、アメリカへの亡命移住を拒否し続け、パリ郊外に位置するヌイイ＝シュル＝セーヌでその生涯を閉じた。なお、1928年にはドイツ国籍、1939年にはフランス国籍を取得している。

## 活動・評価
ピエト・モンドリアンやカジミール・マレーヴィチとともに彼は抽象絵画の先駆者として位置づけられている。また、多くの著作を残しており、美術理論家としても著名である。
ナチス占領下のフランスでは、作品の展示を禁止されたり、彼について論じることを禁止されるなど、不遇のまま亡くなった。1967年に未亡人のニーナが、晩年の彼を支えた事でレジオンドヌール勲章を受け、完全に復権した。

## 主要作品
詳細はカンディンスキーの絵画一覧を参照。
- 青騎士 (1903)
- 馬上の二人 (1906-1907)
- Improvisation avec Formes froides (1914)
- Peinture non objective (1915)
- Moscou, La Place Rouge (1916)
- 無題 Sans titre
- Impression III (1911)
- Romantic Landscape (1911)
- A Riding Amazon (1911)
- Gorge Improvisation (1914)
- 塔のある風景(1909)
- コンポジション VII
- コンポジション VIII (1923)

『即興 渓谷』（1914年、ミュンヘン・レンバッハハウス美術館蔵）
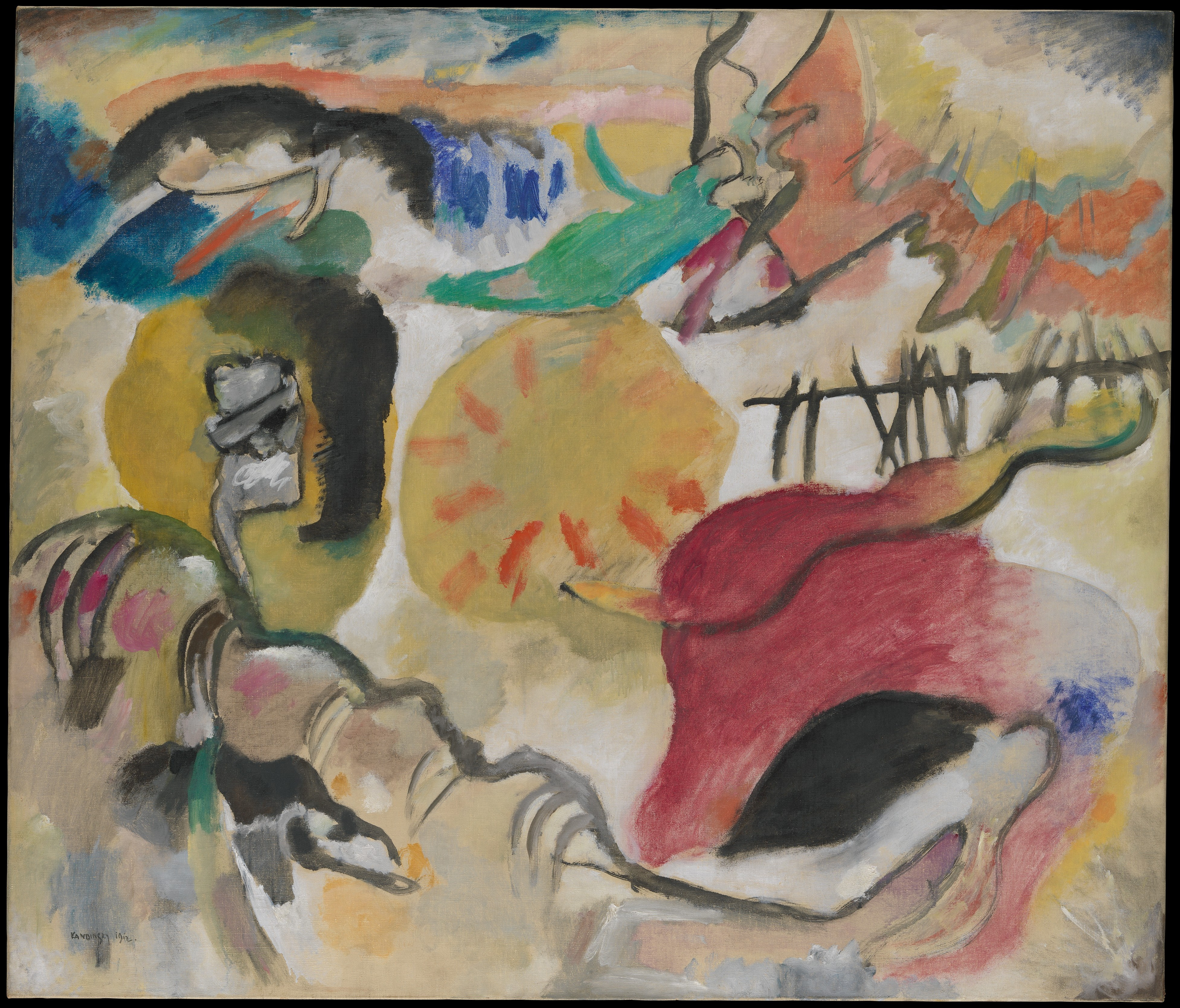
『即興 27』（1912年、メトロポリタン美術館蔵）

## 主な著作
- 『カンディンスキー著作集』全4巻、美術出版社、1979年、改訂新版（4巻組）、2000年
  - 『1 抽象芸術論　芸術における精神的なもの』
  - 『2 点・線・面』、各・西田秀穂訳
  - 『3 芸術と芸術家　ある抽象画家の思索と記録』、西村規矩夫と共訳
  - 『4 カンディンスキーの回想』
- 『点と線から面へ』 宮島久雄訳、「バウハウス叢書9」中央公論美術出版、1995年、新装(小型)版 2020年。ちくま学芸文庫、2017年
本書は1922年6月から、バウハウスで行われた講義の一部。初刊版は原著レイアウトを再現

### 共著・編書
- フランツ・マルクと共編『青騎士』 岡田素之、相澤正己訳、白水社、2007年、新版2020年
- シェーンベルクと共著『出会い　書簡・写真・絵画・記録』イリエナ・ハール＝コッホ編、土肥美夫訳、みすず書房、1985年
収録されたカンディンスキーのテキストは 『舞台コンポジションについて』、『黄色い響き』舞台コンポジション、『画像』、『アルノルト・シェーンベルクの絵画作品 1908 - 1921』、『シェーンベルク『和声学』への注釈』

## 関連文献
- ニーナ・カンディンスキー『カンディンスキーとわたし』 土肥美夫・田部淑子訳、みすず書房、1980年 - 妻ニーナによる回想録
- 『カンディンスキー　岩波世界の巨匠』 ラモン・ティオ・ベリド解説／清水敏男訳、岩波書店、1993年
- 『カンディンスキー　美の20世紀(7)』 ミハイル・ゲールマン解説／山梨俊夫監訳、籾山昌夫訳、二玄社、2007年
- 『カンディンスキー全油彩総目録 1・2』 西田秀穂・有川治男訳、岩波書店、1987-1989年
日本語に訳されたカタログ・レゾネと。生涯にわたって発表された作品を網羅し、主に学術的な研究に利用される文献である。
- 西田秀穂 『カンディンスキー研究』 美術出版社、1993年
- シクステン・リングボム 『カンディンスキー　抽象絵画と神秘思想』 松本透訳、「ヴァールブルクコレクション」平凡社、1995年
- 松本透 『もっと知りたいカンディンスキー　生涯と作品』東京美術「アート・ビギナーズ・コレクション」、2016年 - 入門書
- 小林奈央子 『青騎士の誕生　カンディンスキーの舞台美術』 早稲田大学出版部、2011年
- 澤木四方吉「カンディンスキイ」『美術の都』岩波文庫（海津忠雄解説）、1998年。元版・岩波書店、1964年